# 332733 Drolshagen
332733 Drolshagen è un asteroide della fascia principale. Scoperto nel 2009, presenta un'orbita caratterizzata da un semiasse maggiore pari a 2,3287723 UA e da un'eccentricità di 0,0329968, inclinata di 8,50955° rispetto all'eclittica.